# Cantonul Saint-Germain-l'Herm
Cantonul Saint-Germain-l'Herm este un canton din arondismentul Ambert, departamentul Puy-de-Dôme, regiunea Auvergne, Franța.

## Comune
- Aix-la-Fayette
- Chambon-sur-Dolore
- Condat-lès-Montboissier
- Échandelys
- Fayet-Ronaye
- Fournols
- Saint-Bonnet-le-Bourg
- Saint-Bonnet-le-Chastel
- Sainte-Catherine
- Saint-Germain-l'Herm (reședință)